# Wesley (Fußballspieler, 1980)
Wesley (* 10. November 1980 in Vila Velha, Espírito Santo; voller Name Wesley Lopes da Silva) ist ein ehemaliger brasilianischer Fußballspieler. Er bestritt insgesamt 267 Spiele in der brasilianischen Série A, der portugiesischen Primeira Liga, der spanischen Primera División, der Schweizer Super League, der rumänischen Liga 1, der saudi-arabischen Professional League und der kolumbianischen Categoría Primera A.

## Karriere
Anfang 2007 spielte er für wenige Monate in der Schweizer Axpo Super League beim Grasshopper Club Zürich, dem Rekordmeister und -Cupsieger des Landes. Nach zwei Jahren in der ersten portugiesischen Liga bei FC Paços de Ferreira und Leixões SC spielt er von 2009 bis 2012 in der ersten rumänischen Liga beim FC Vaslui. Mit 27 Toren war er 2012 Torschützenkönig in Rumänien, ehe er zu al-Hilal nach Saudi-Arabien wechselte. Dort beendete er mit seiner Mannschaft die Saison 2012/13 als Vizemeister und mit 17 Treffern als zweiter der Torschützenliste. Anfang 2014 heuerte er beim Millonarios FC in Kolumbien an. Im Sommer 2014 kehrte er nach Rumänien zurück, wo ihn CSMS Iași unter  Vertrag nahm. Nach acht Einsätzen verließ er den Klub Anfang 2015 wieder. Wesley wechselte zu União Barbarense in seine brasilianische Heimat, wo er wenige Monate später seine Laufbahn beendete.
Wesley Lopes da Silva spielte im offensiven Mittelfeld.

## Erfolge
- Torschützenkönig der Liga 1: 2011/12